# 不倫瑞克-呂訥堡的馬克西米利安·威廉
不倫瑞克-呂訥堡的馬克西米利安·威廉（德語：Maximilian Wilhelm von Braunschweig-Lüneburg，1666年12月13日—1726年7月19日），時常被稱為馬克斯（Max）。馬克斯是漢諾威王朝的成員，漢諾威選帝侯恩斯特·奧古斯特和普爾法茨的索菲公主的兒子。馬克斯也曾擔任帝國陸軍元帥。
馬克西米利安·威廉終生未婚，1726年於維也納去世，享年59歲。